# Enneapterygius trisignatus
Enneapterygius trisignatus és una espècie de peix de la família dels tripterígids i de l'ordre dels perciformes.

## Hàbitat
És un peix marí de clima tropical que viu entre 1-3 m de fondària.

## Distribució geogràfica
Es troba a Nova Caledònia.